# Mancha Júcar-Centro
Die Comarca Mancha Júcar-Centro ist eine der sieben Comarcas in der Provinz Albacete der autonomen Gemeinschaft Kastilien-La Mancha.
Sie umfasst neun Gemeinden auf einer Fläche von 1.965,64 km² mit dem Hauptort Villarrobledo.

## Gemeinden
| Gemeinde                    | Einwohner (2024) | Fläche km² | Dichte Einw./km² | Cod INE | Postleitzahl |
| --------------------------- | ---------------- | ---------- | ---------------- | ------- | ------------ |
| Barrax                      | 1.864            | 189,86     | 10               | 02015   | 02639        |
| Fuensanta                   | 287              | 23,96      | 12               | 02032   | 02637        |
| La Gineta                   | 2.635            | 136,75     | 19               | 02035   | 02110        |
| Minaya                      | 1.387            | 69,83      | 20               | 02048   | 02620        |
| Montalvos                   | 81               | 24,78      | 3                | 02050   | 02638        |
| La Roda                     | 15.610           | 398,79     | 39               | 02069   | 02630        |
| Tarazona de la Mancha       | 6.117            | 212,58     | 29               | 02073   | 02100        |
| Villalgordo del Júcar       | 1.128            | 46,68      | 24               | 02078   | 02636        |
| Villarrobledo               | 25.262           | 862,41     | 29               | 02081   | 02600        |
| Comarca Mancha Júcar-Centro | 54.371           | 1.965,64   | 28               | –       | –            |